# جياك رفيع الأوراق
جياك رفيع الأوراق (الاسم العلمي: Guaiacum angustifolium) هي نوع نباتي يتبع جنس الجياك من فصيلة القديسية